# Silnice II/340
Silnice II/340 je silnice II. třídy spojující města Vilémov u Golčova Jeníkova, Seč, Chrudim a Dašice, prochází okresy Havlíčkův Brod, Chrudim a Pardubice. Komunikace začíná na náměstí ve Vilémově, kde se odpojuje od silnice II/345, v obci Seč se dočasně spojuje se silnicí II/337, ale tato peáž trvá jen asi 1,3 kilometru, za obcí se silnice II/337 zase odpojuje jižním směrem. 
Silnice II/340 pokračuje dále přibližně severovýchodním směrem až do města Chrudim, kde se na jihozápadním okraji Chrudimi spojuje se silnicí I/17. Na východní okraji Chrudimi se od této silnice 1. třídy opět odpojuje a vede znovu přibližně severovýchodním směrem až k jižnímu okraji Dašic, kde končí na kruhovém objezdu napojením na silnicí II/322. Délka silnice je přibližně 42,9 km (včetně peáží).

## Vedení silnice (okres Havlíčkův Brod)
- Vilémov u Golčova Jeníkova: silnice začíná na náměstí v nadmořské výšce 355 metrů, odpojením od silnice II/345. Zpočátku vede přibližně severovýchodním směrem přes Heřmanice do Pařížova, který je již v okrese Chrudim.[1]

## Vedení silnice (okres Chrudim)
- Z Pařížova vede silnice dále přibližně východním směrem až do obce Běstvina.
- Zde se silnice velkým obloukem stáčí téměř až na jih a tímto směrem pokračuje na severní okraj malé vesnice Rostejn (místní část Drhotín).
- Od křižovatky v této vesnici se opět obrací na severovýchod, v malé osadě Zbohov začíná výrazné stoupání se zatáčkami k rozcestníku Na Předělu (na necelých dvou kilometrech převýšení přibližně 100 metrů).
- Mírnější stoupání pokračuje ještě skoro tři kilometry do města města Seč, kde pokračuje nejprve krátkou peáží se silnicí II/337.
- Dále již opět samostatně vede stále přibližně severovýchodním směrem přes obec Kovářov, zde krátce mění směr na sever do vesnice Hrbokov (kde se odpojuje silnice II/341 vedoucí do Heřmanova Městce). Mezi obcemi Kovářov a Hrbokov silnice vystoupá až do nadmořské výšky 553 metrů, nejvýše na celé trase silnice.
- Z obce Hrbokov silnice pokračuje opět přibližně severovýchodním směrem přes obce Petříkovice, Lipina, Rabštejn (za obcí je u silnice parkoviště ke zřícenině hradu Rabštejnek), dále Rabštejnská Lhota až do Chrudimi.
- V Chrudimi se silnice II/340 na kruhovém objezdu napojuje na silnicí I/17, obrací svůj směr na jih a peáží po ulici dr. Milady Horákové obloukem objíždí jižní část města, kde klesá až do nadmořské výšky 254 metrů. Poté opět mírně stoupá a na křižovatce ulic Slovenského národního povstání a Novoměstská se nejprve odpojuje silnice I/17, zatímco silnice II/340 pokračuje ještě asi 430 metrů po ulici Slovenského národního povstání, na další křižovatce odbočuje na východ a ulicí Topolská přes vesnici Topol opouští východním směrem Chrudim.
- Dále pak vede opět přibližně severovýchodním směrem přes obec Úhřetice do okresu Pardubice.[1]

## Vedení silnice (okres Pardubice)
- První obcí v okrese Pardubice je Úhřetická Lhota a silnice končí (v nadmořské výšce 229 metrů, nejméně na celé trase silnice) na jižním až jihojihozápadním okraji města Dašice napojením kruhovým objezdem na silnicí II/322, která vede z Pardubic přes Dašice dále do východních Čech.[1]

## Vodstvo na trase

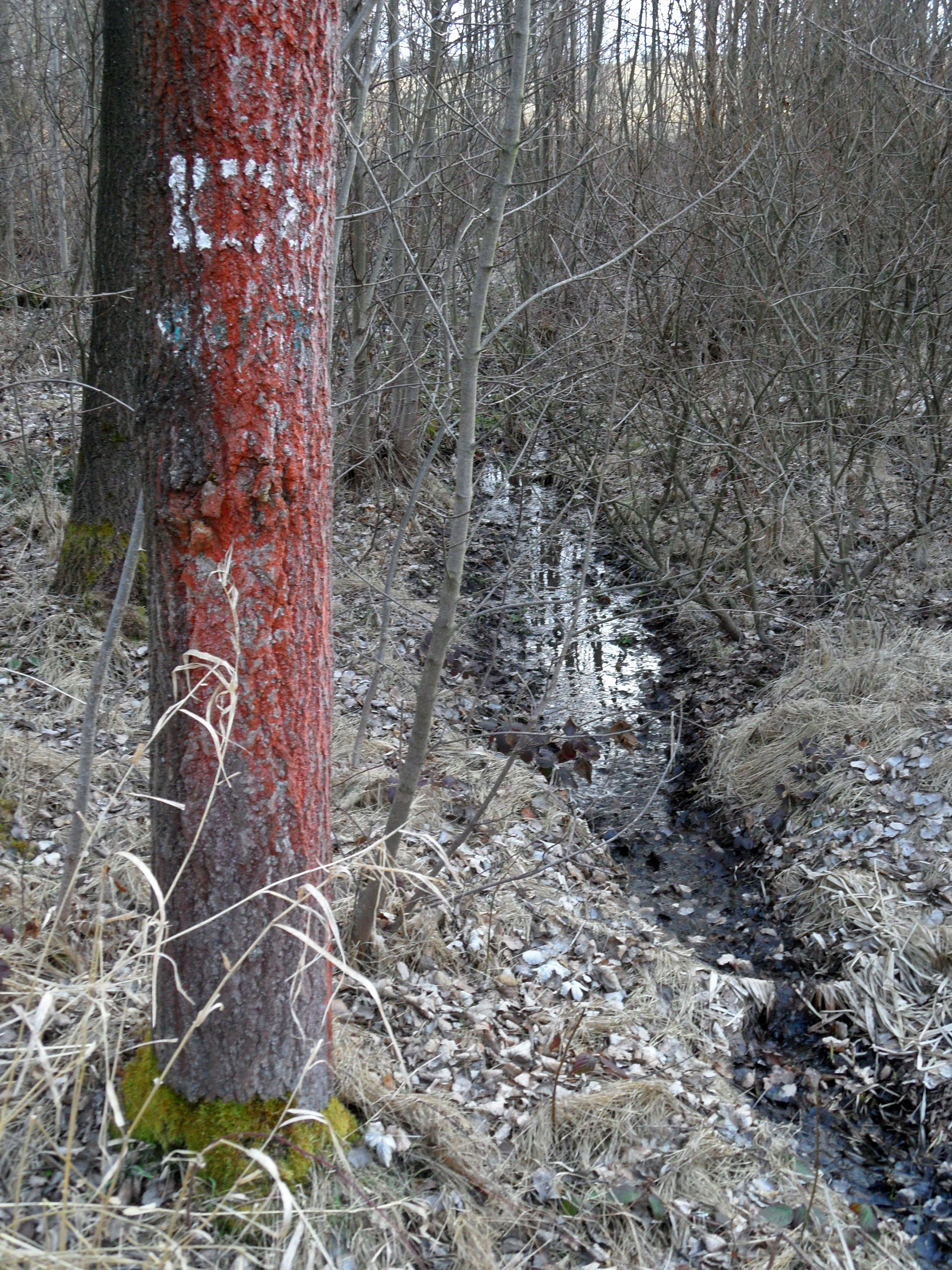
Pramen Počáteckého potoka u rozcestí Na Předělu

Asi 1,1 kilometru za Vilémovem silnice nejprve překračuje Doubravku, nezaměňovat s řekou Doubravou, přes kterou silnice vede jen asi o 2,6 kilometru dále v Pařížově a místně je také nazývána Doubravka (jen asi 0,8 kilometru jižně se na této řece nachází vodní nádrž Pařížov). 
Na cestě do Běstviny silnice překračuje několik bezejmenných potoků a v bezprostřední blízkosti silnice se rozkládají rybníky Hlubošský a Malejov (jižně od silnice) a Zástodolní rybník (východně od silnice, na jižním okraji obce Běstvina).
Těsně u rozcestníku turistických značených cest Na Předělu pramení Počátecký potok. Od rozcestníku vede silnice v délce asi 2,5 kilometru podél západního a severního břehu vodní nádrže Seč. V tomto úseku silnice vystoupá až do nadmořské výšky cca 540 metrů. Mezi obcemi Hrbokov a Petříkovice silnice překračuje potok Zlatník, za Petříkovicemi pak bezejmenný přítok Okrouhlického potoka. V Rabštejnské Lhotě těsně míjí malý rybník Rohlík na Markovickém potoku. Před Chrudimí silnice dvakrát překračuje potok Podhůra, který přitéká z nedalekého komplexu rekreačních lesů Podhůra.
V peáži se silnicí I/17, na jižním okraji Chrudimi překračuje řeku Chrudimku. Mezi obcemi Úhřetice a Úhřetická Lhota krátce za sebou překračuje říčku Novohradku a potok Zmínka. Za Úhřetickou Lhotou pak silnice vede přes bezejmenný potok, na kterém hned vedle silnice leží menší rybník Ohrádka.

## Fotogalerie

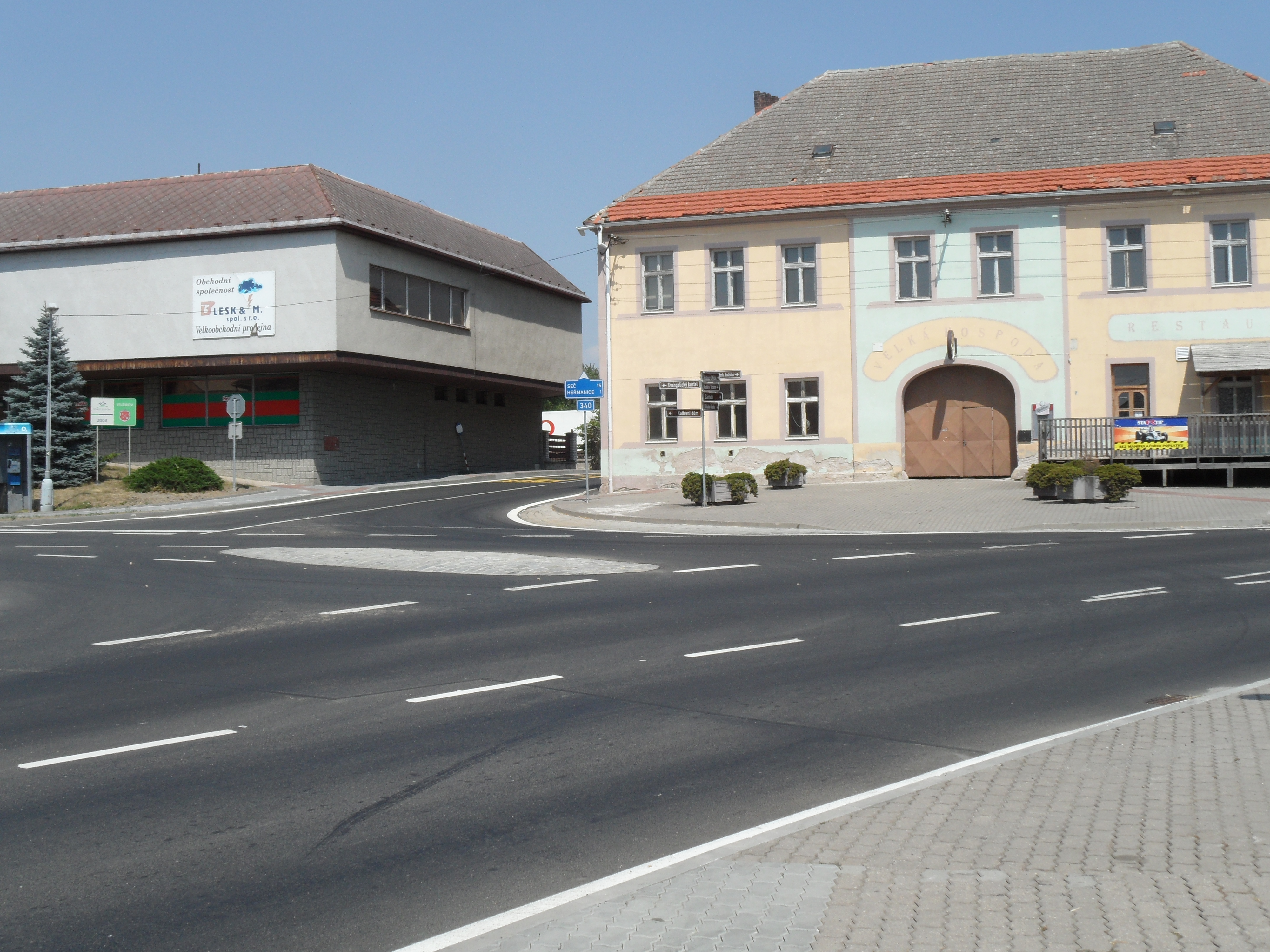
Začátek silnice ve Vilémově, odpojením od silnice II/345
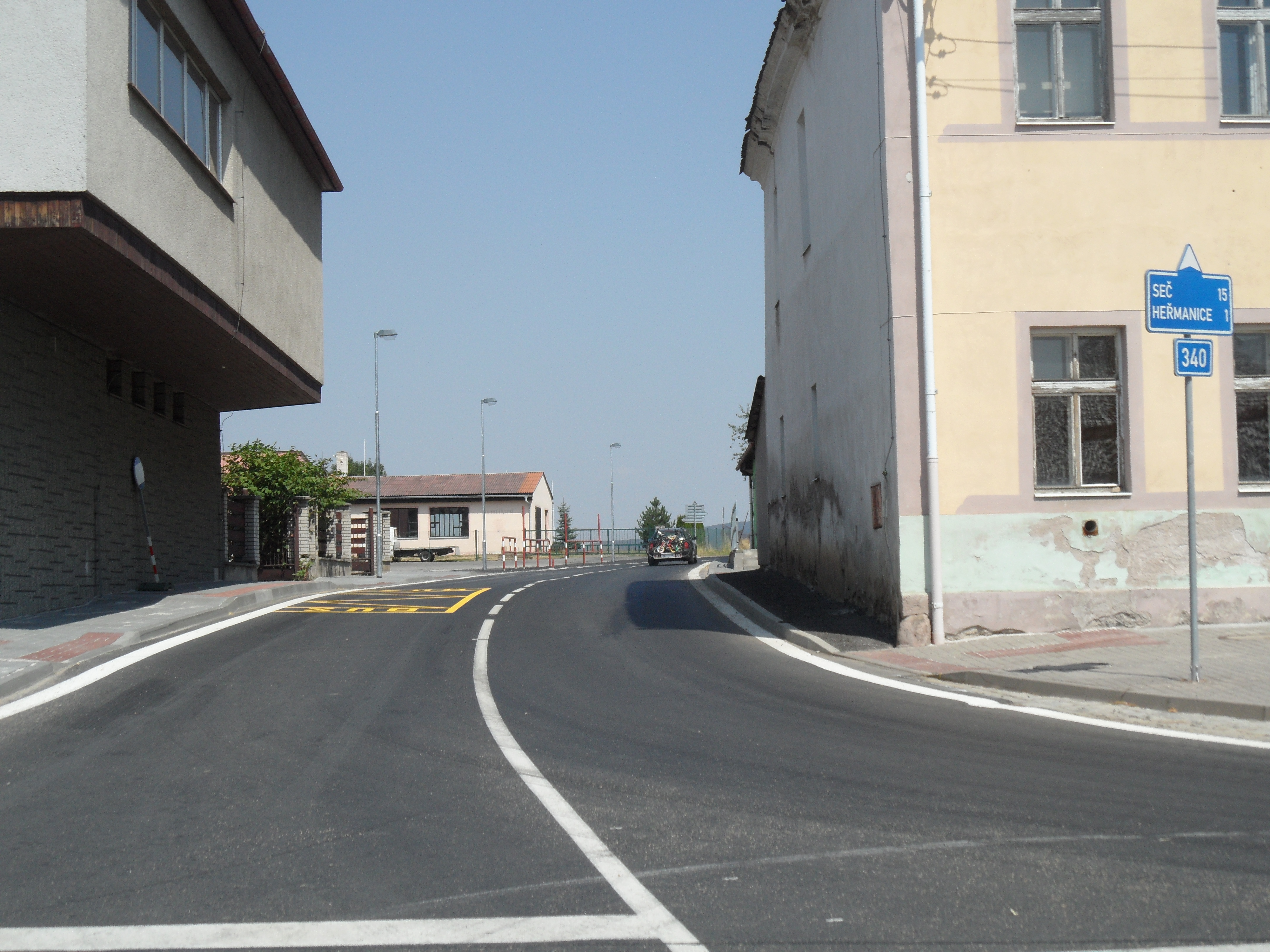
Začátek silnice ve Vilémově
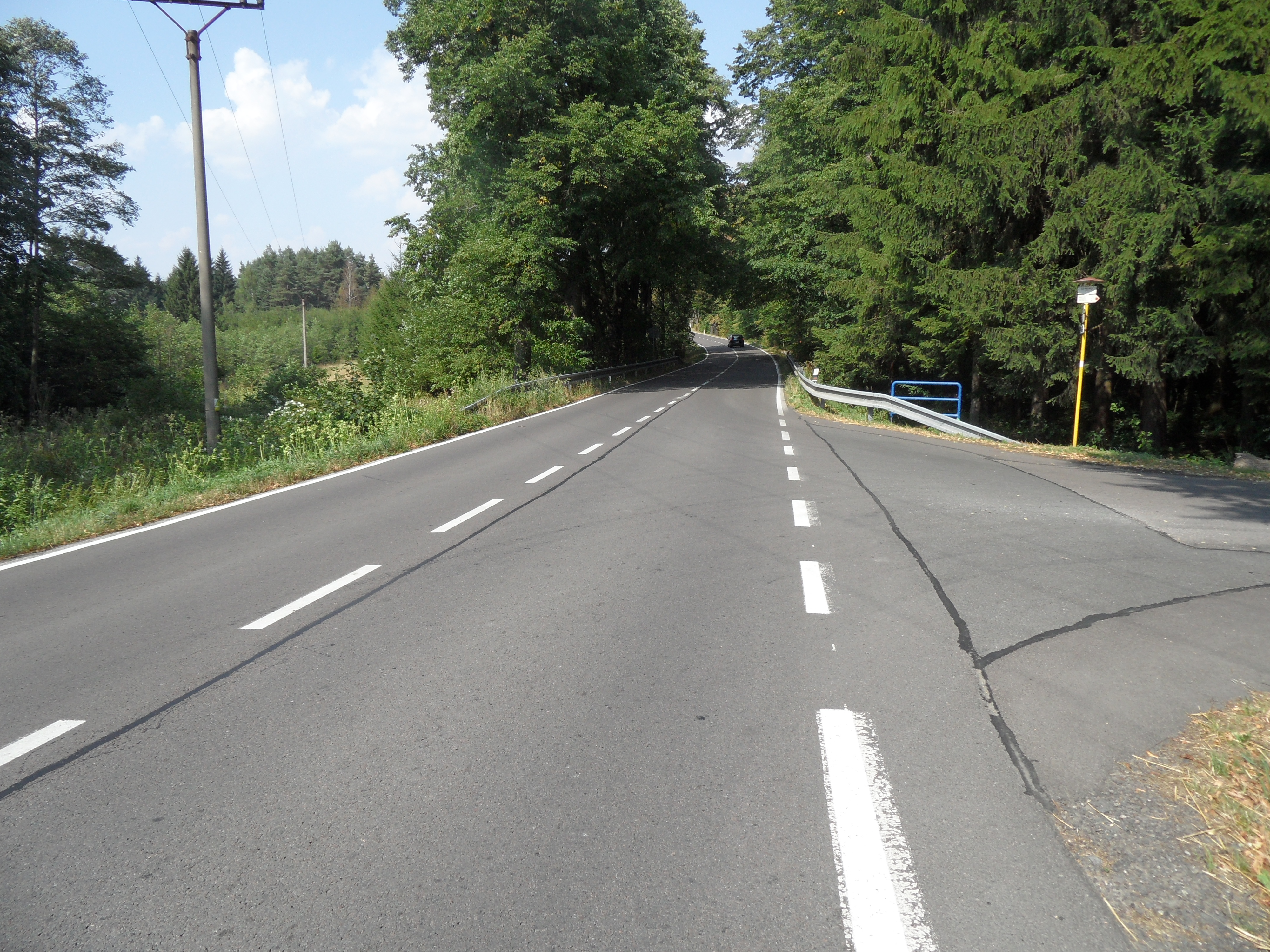
U rozcestníku Na Předělu (Sečská přehrada)
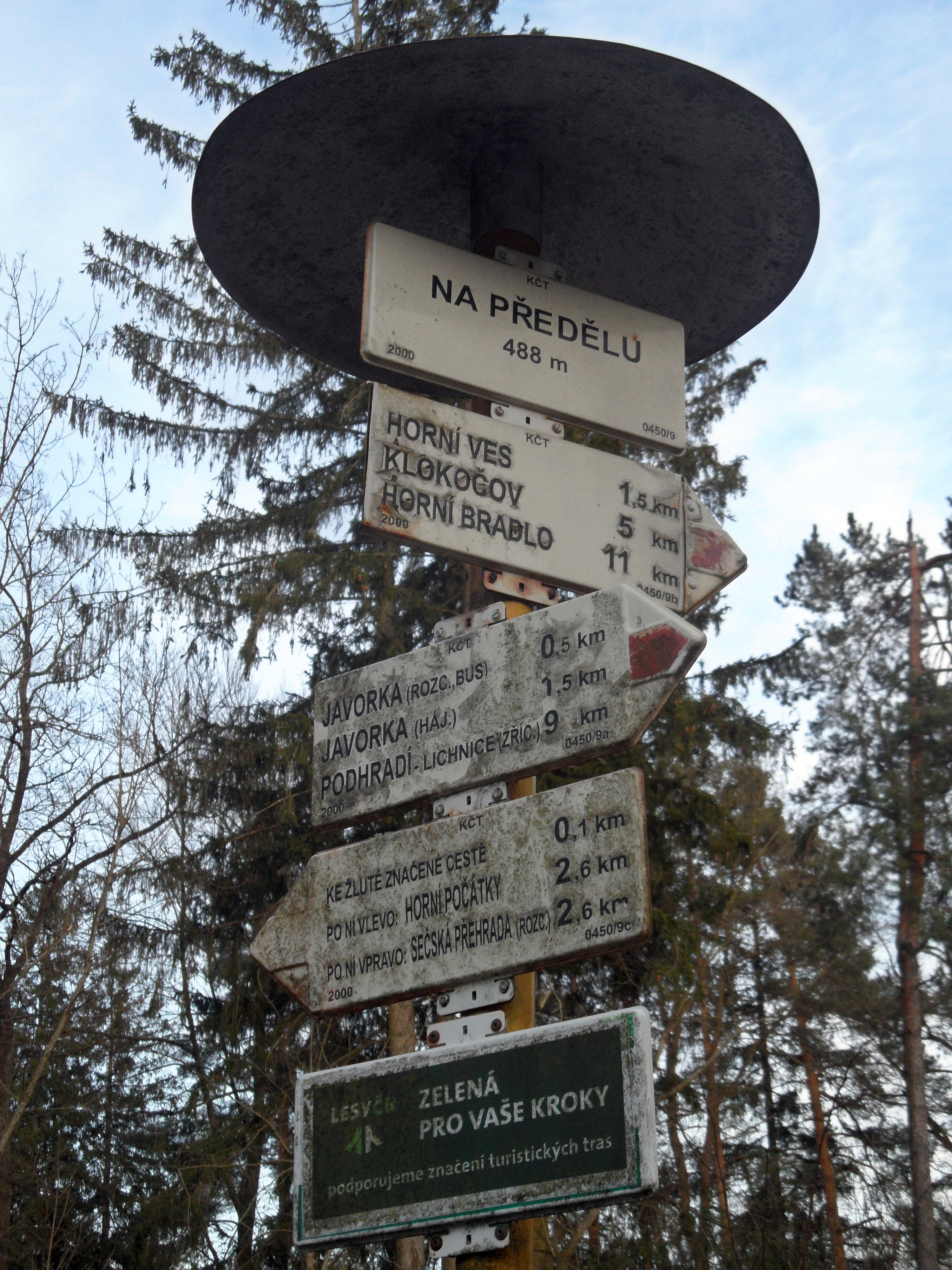
Detail rozcestníku Na Předělu